# ホンダ・CTX
CTX（シーティーエックス）は本田技研工業が製造販売するオートバイのシリーズ商標である。

## 概要
快適技術の体感を開発コンセプトに掲げたクルーザータイプの大型自動二輪車である。2013年に700シリーズを発表発売。翌2014年にフラグシップモデルとしてCTX1300が追加された。
なお全モデルとも2016年に生産終了が公表された。

## 車両解説
※本項では排気量別に解説を行う。

### CTX700・CTX700N
2013年2月8日発表。同年7月11日にカウリングを装着するCTX700が、8月6日にはカウリングなしのCTX700Nが発売された。型式名はCTX700がEBL-RC68、CTX700NがEBL-RC69。
排気量669ccのRC68E型水冷4ストローク270°クランク2バルブSOHC2気筒エンジンは、NC700シリーズに搭載されたRC61型エンジンと共通の低中速での扱いやすさを指向した基本設計がなされており、スチール製ツインチューブダイヤモンドフレームなども共用する姉妹車である。
サスペンションは前輪がインナーチューブ径41mm・ストローク120mmの正立式テレスコピック、後輪がスイングアーム。ブレーキは前輪・後輪ともにディスクブレーキを装着し、ABSを標準装備する。6速トランスミッションはマニュアルもしくはクラッチ操作が不要なデュアルクラッチトランスミッションのいずれかが選択可能である。

### CTX1300

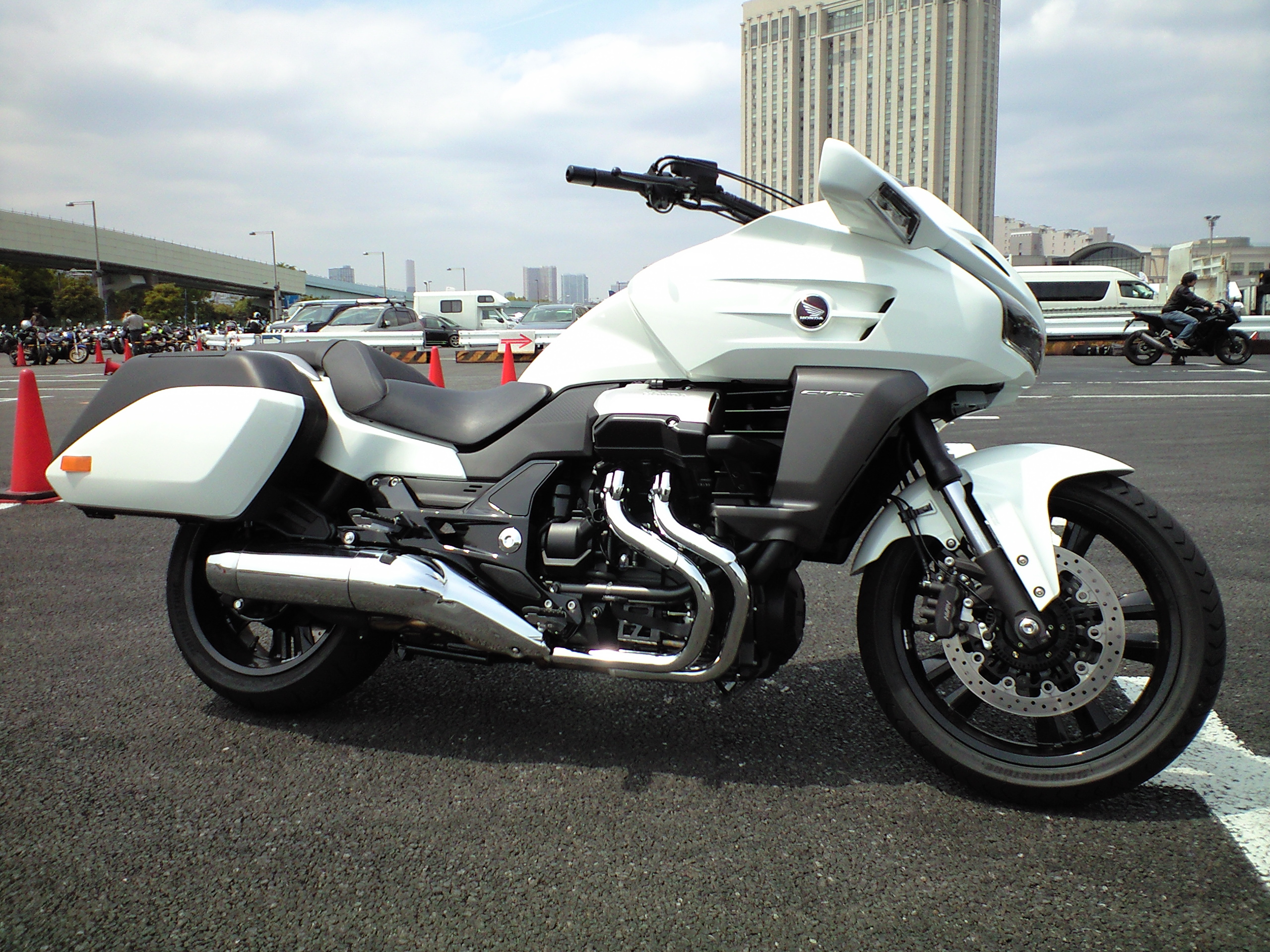
CTX1300

2014年2月14日発表、同月21日発売。型式名EBL-SC74。市街地走行での快適性を重視したフラグシップモデルである。
排気量1,261㏄のSC74E型水冷4ストロークV型4気筒DOHCエンジンを搭載。フレームはスチール製グレードルフレーム。サスペンションは前輪がインナーチューブ径41mm・ストローク120mmの倒立式テレスコピック、後輪がスイングアーム。ブレーキは前輪がローター系310mmダブル、後輪が同じく316mmシングルのディスクブレーキで、3ポットキャリパーの前後連動式コンパインドABSを装備。またトラクションコントロールを標準搭載する。